# Vlek (nederzetting)

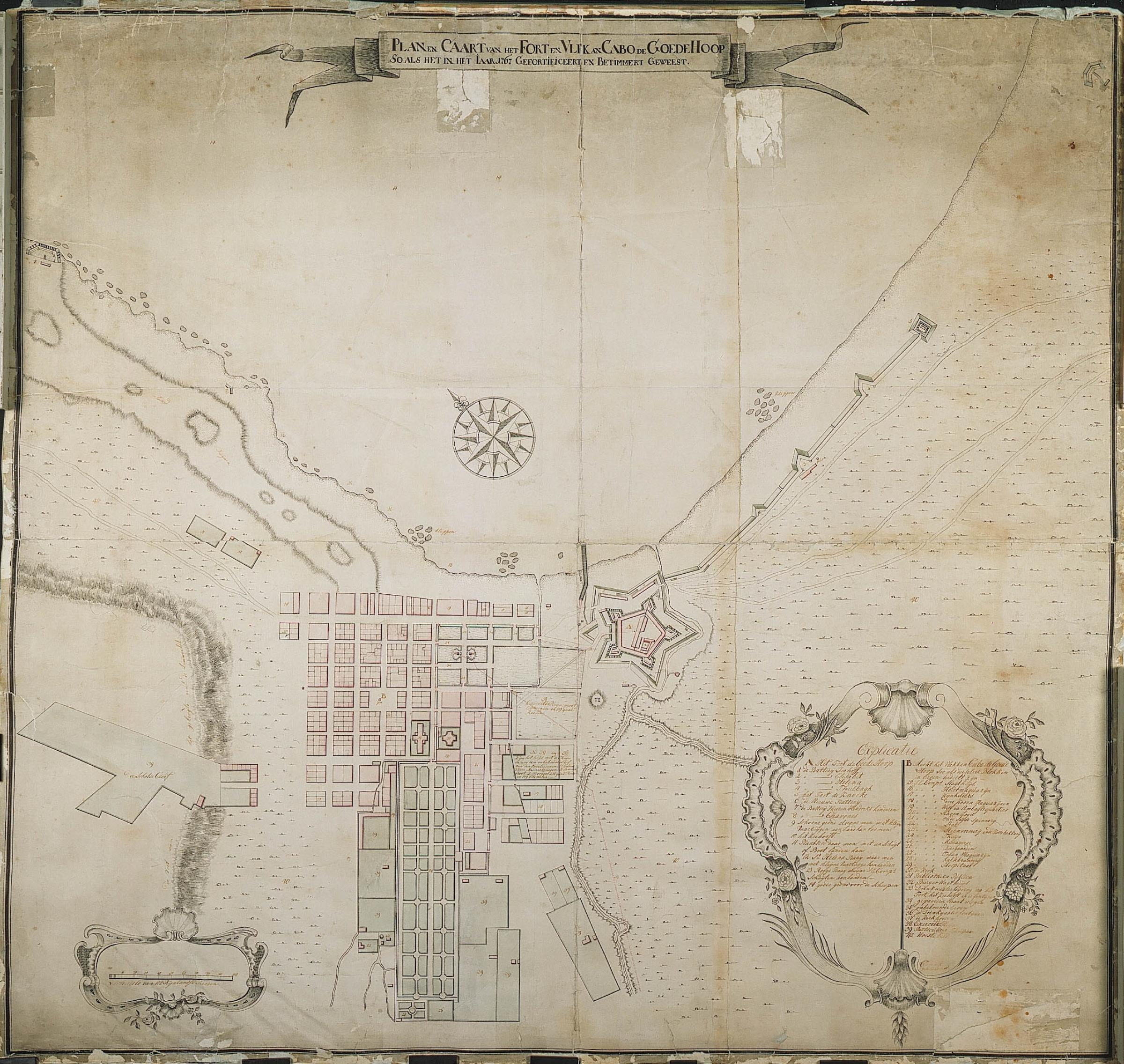
"Plan en Caart van het Fort en Vlek an Cabo de Goede Hoop, so als het in het jaar 1767 [is] gefortificeert en betimmert geweest."

De benaming vlek is in Nederland vanouds gereserveerd voor nederzettingen met stedelijke kenmerken die geen stad zijn. Volgens het woordenboek van Van Dale is het een 'bewoond oord' en is het woord niet algemeen gangbaar. In deze betekenis, ruwweg 'groot dorp', is het woord onzijdig: het vlek.
De vraag is welke plaatsen als stad kunnen worden aangeduid. Nederland kent op dit gebied geen wetgeving meer. Sinds de titel stad niet meer is voorbehouden aan plaatsen met stadsrechten (rechten op markten, tolheffing, een omwalling, rechtspraak, wetgeving en zelfbestuur) worden alle grotere plaatsen als stad aangeduid. De term vlek is daarmee overbodig geworden. In de praktijk heeft vlek zelfs een geheel andere betekenis gekregen: die van onbeduidende nederzetting, een vlekje op de kaart.
De benaming vlek leeft in zijn originele betekenis nog het beste voort in de provincie Friesland, waar de Friese elf steden zich op grond van historische rechten onderscheiden van (vaak grotere) plaatsen als Bergum, Drachten, Gorredijk, Heerenveen, Joure, Kollum, Lemmer, Makkum en Surhuisterveen.
Het was in het verleden vooral lastig vlekken van dorpen te onderscheiden. Ze waren in elk geval groter en hadden dikwijls een marktfunctie (vandaar de term marktrecht). Niet Friesland maar Noord-Brabant was bij uitstek de provincie waar vlekken voorkwamen: Moergestel, Oirschot, Oosterhout, Oudenbosch, Tilburg, Uden, Veghel en Zevenbergen. Plaatsen daarbuiten die op enig moment vlek heetten zijn: Schagen en Winterswijk. Kaapstad werd aangeduid als het Kaapse Vlek.
Ook Den Haag was feitelijk een vlek. De toekenning van stadsrechten in 1806 maakte daar een einde aan, al was dit in deze tijd vooral een symbolisch gebaar. Omgekeerd merkte Daniel Veegens (oud-griffier van de Tweede Kamer) in 1874 op dat veel steden intussen feitelijk vlekken waren geworden door de afbraak van de stadsmuren, die hij kennelijk nog als het belangrijkste kenmerk van een stad zag.
Dat 'vlek' een gangbaar Nederlands woord geweest is, blijkt uit de zeventiende-eeuwse Statenvertaling, waarin bijvoorbeeld Bethanië in het verhaal over Maria en Martha wordt aangeduid als een vlek.
Ook in Duitsland komt de term Flecken of Marktflecken voor. In Noorwegen komt het woord voor in de plaatsnaam Flekkefjord. De Tsjechische term is městys en duidt ook op een plaats zonder stadsrechten met een marktfunctie. In het Verenigd Koninkrijk wordt de term Market town gebruikt.